# Saint-Santin
Saint-Santin è un comune francese di 561 abitanti situato nel dipartimento dell'Aveyron nella regione dell'Occitania.

## Società

### Evoluzione demografica
Abitanti censiti